# Jaap Callenbach
Jacobus Richardus (Jaap) Callenbach (Rotterdam, 16 september 1904 – Arnhem, 3 juni 1975) was een Nederlands pianist.
Hij werd geboren binnen het gezin van predikant,/schrijver Jacobus Richardus (Koos) Callenbach en Catharina Quirina van Gheel Gildemeester uit het Gildemeestergeslacht. Hijzelf was getrouwd met Anna Geertruida van Aken, het huwelijk zou kinderloos blijven. Het echtpaar woonde in Blaricum. Hij werd onwel tijdens een concert van zijn leerling Louis van Dijk met het Gelders Orkest in Musis Sacrum; hij overleed in het Nederlands Hervormd Diaconessenhuis in Arnhem. Hij werd begraven op Algemene Begraafplaats Blaricum.
Hij kreeg zijn muziekopleiding aan het de voorloper van het Rotterdams Conservatorium. Hij slaagde cum laude aan het conservatorium (1925). Aanvullend kwamen er lessen van muziekpedagoog Karel Textor. Daarna volgde studies aan het Conservatorium van Parijs, bij Marcel Ciampi (1928), Frankfurt am Main bij Karl Leimer en Leipzig bij Robert Teichmüller (1929). Hij werd muziekpedagoog. Hij werd daarbij zelf docent aan conservatorium te Rotterdam (1935), en Tilburg, Amsterdam en Arnhem. 
Leerlingen van hem zijn Louis van Dijk, Aleida Schweitzer, Jan van Dijk, Peter Schat, Hans Dercksen, Ton Vijverberg, Elly Salomé, Jan Masséus, Kees Vlak, Gijsbert Nieuwland, Jaap van Benthem en Jan Zekveld.
Al tijdens zijn studie zat Callenbach op (concert)podia te spelen, meest als begeleider of recitalpianist. Hij reisde daarbij het gehele land door. Hij speelde van Diligentia te Den Haag, de concertzaal in het Museum Boijmans Van Beuningen te Rotterdam, het Gebouw voor Kunsten en Wetenschappen te Utrecht tot het Concertgebouw te Amsterdam.
Van zijn hand verscheen het boekwerkje Pianomethodiek in de jaren veertig.
- International Standard Name Identifier: 0000 0003 9495 0615
- Nederlandse Thesaurus van Auteursnamen: 323943896
- Virtual International Authority File: 289595074
- WorldCat: E39PBJt3VTrXpbbdx4kCdcXcfq